# Кармали (Янтіковський район)
Кармали́ (рос. Кармалы, чув. Кармал) — село у складі Янтіковського району Чувашії, Росія. Входить до складу Тюмеревського сільського поселення.
Населення — 522 особи (2010; 606 у 2002).
Національний склад:
- чуваші — 99 %